# Moros y cristianos del Castillo de La Rábita
Las fiestas de Moros y Cristianos de La Rábita, popularmente conocida como Balandrilla de los Gatos, son una fiesta que tiene lugar en la localidad española de La Rábita (provincia de Granada), y que incluyen la representación de la batalla naval entre dos bandos de la Reconquista del Reino de Granada: el musulmán y cristiano.
Dicha batalla es recreada en dos embarcaciones llamadas balandras, lanzándose hortalizas hasta hundirse.

## Origen
El origen histórico en La Rábita se remonta a la época de la Reconquista por parte de los Reyes Católicos tras la Toma de Granada en 1492.
A partir de esa fecha, en los años posteriores se desarrollaron sublevaciones moriscas en La Alpujarra y los piratas berberiscos y moros solían atacar las costas del antiguo reino nazarí para ayudar a los moriscos a reconquistar las fortalezas, tierras y pueblos.
En el castillo de La Rábita se vivieron numerosos ataques de corsarios que venían en barcos a saquear las poblaciones del interior como Albuñol, Sorvilán o Torvizcón.
Estos relatos son recogidos en los Archivos de la Alhambra. El más popular es un ataque y robo de cristianos en La Rábita y Albuñol ocurrido del 7 al 8 de agosto de 1549.

La noche del 7 al 8 de agosto de 1549 los guardas del Castillo de La Rábita no hicieron su atajo a la Cala del Muerto, se quedaron encerrados en su torre y el Guarda de la torre de Huarea se fue a dormir a Albuñol.

A primera hora de la noche tres navíos berberiscos se aproximaron a vela a Melicena echaron su gente en la playa y esta subió a Albuñol por las ramblas vecinas.

Al cuarto del alba oyeron moros y miró hacia la iglesia y le tiraron una saetada y vido muchos moros a la puerta de la Iglesia con dos banderas blancas y oyó cómo daban muchos golpes en la puerta de la iglesia y en las casas de los cristianos de manera que los robaron y cautivaron a treinta y cinco personas, chicos y grandes, mujeres y hombres.

Debido a la escasa vigilancia por parte de las torres vigías y castillos de la Costa Granadina junto a los continuos ataques por mar de los moros se desarrollarán episodios como estos de forma periódica.

## Fiesta en La Rábita
Las fiesta de moros y cristianos se desarrollan en La Rábita durante sus fiestas patronales en honor a la Virgen del Mar durante los días 6, 7 y 8 de septiembre.
El origen del comienzo de la celebración se desconoce, pero todo indica que comenzaron a celebrarse a principios del siglo XIX.
Tradicionalmente se ha desarrollado con una batalla naval entre dos barcos engalanados con palmeras y banderines en el mar mientras se arrojan verduras ambos bandos hasta hundir los barcos.
El bando moro aparece por poniente y el bando cristiano por levante.
En ciertas ocasiones, desde los años 90 se popularizaron los versos troveros antes de la batalla que ambos jefes discutían desde los barcos antes de la contienda. 

### Desfile
El desfile de moros y cristianos de La Rábita comienza en las proximidades del castillo, desde donde sale el pendón real y toda su comitiva.
El alférez es quien porta el pendón junto a las llaves del castillo de La Rábita, encabeza el desfile delante de todas las comparsas, abanderados y banda de música recorriendo las calles de la pedanía en dirección a la playa.
Durante el recorrido, al pasar por las puertas de la iglesia, repican las campanas y cada comparsa saluda y muestra su respeto, protección y afecto a la patrona, la Virgen del Mar enarbolando sus respectivos pendones entre vivas a la virgen y todo su pueblo, sea cristiano o moro.
Continuando hacia la playa, todas las comparsas, las moras a poniente y las cristianas a levante, aguardan junto a la banda de música y tambores para la llegada de las balandras y comience la embajada, un discurso y obra teatral que recrea la disputa de las llaves del castillo de La Rábita y todas sus tierras, dando paso a la batalla naval, la Balandrilla de los Gatos.

### Embajada
La embajada es en las fiestas de moros y cristianos una representación en la que intervienen pocos personajes, generalmente el embajador de cada bando y el alférez.
En la representación de La Rábita se utiliza el trovo hablado, una forma musical y poética tradicional de la comarca de la Alpujarra.
El trovo marca las grandes coordenadas culturales de la zona, el modo de ser, sentir, pensar de los hombres y mujeres de esa tierra y, en consecuencia, es su más importante manifestación cultural.

### Batalla naval
Tras la embajada, comienza la tradicional batalla naval o Balandrilla de los Gatos.
A tomatazos y pimentazos, los participantes de las comparsas, los vecinos y veraneantes de La Rábita viven con intensidad uno de los eventos más espectaculares de sus fiestas patronales. La gente se acerca hasta la playa para contemplarla y de vez en cuando "jalear" a los suyos que, desde dos barcas adornadas de la época, tienen una épica lucha.
El objetivo está claro: hundir al contrario con la ayuda de tomates y pimientos que desde las propias barcas se tiran los unos a los otros. Una vez que los barcos son abordados y hundidos, ambos bandos regresan a la orilla a firmar las capitulaciones.
Tanto los moros como los cristianos son vencidos en el mar y se llega a un acuerdo de paz mediante la firma de las capitulaciones con el alférez para que, tras la batalla, se disuelvan los bandos de moros y cristianos y pasen todos a denominarse simplemente rabiteños, dejando la guerra a un lado y dando paso a la fiesta en honor a la patrona.

## Símbolos
El escudo y pendón real aparecen acuartelados en punta sobre fondo púrpura. El cuartel 1.º en campo de plata una cruz de gules, representando la fe cristiana. El cuartel 2.º en campo sinople, nos muestra una media luna en oro, representando la fe islámica. En el cuartel 3.º en azur y plata, una embarcación a vela, representando al bando cristiano. El cuartel 4.º en azur y plata, una embarcación a vela representando al bando moro. Entado de plata, una granada de oro, rajada de gules, tallada y hojada de dos hojas de sinople, representando al Reino de Granada. Al timbre corona real abierta.
Fue diseñado por Guillermo Villegas y mejorado para ser aprobado por numerosos vecinos y participantes de la Balandrilla de los Gatos en septiembre de 2022. Posteriormente ha sido bordado por el bordador David Colomo Martos sobre un estandarte púrpura creando el pendón real del Castillo de La Rábita.

## Curiosidades
El significado del nombre 'Balandrilla de los Gatos' surgió de dos elementos que fueron utilizados en el origen de la celebración: la balandra o balandrilla es un tipo de embarcación pequeña de vela de un solo palo. Y 'de los Gatos' que proviene de una antigua tradición que fue suprimida al poco de empezarla que consistía en meter a los gatos callejeros del pueblo en sacos y soltarlos mar adentro durante la batalla.
Los gatos caían al agua y regresaban a la orilla maullando simbolizando a los náufragos de ambos bandos de la contienda.
Es por ello que la celebración de moros y cristianos de La Rábita es conocida popularmente por los vecinos como Balandrilla de los Gatos.